# (8261) Ceciliejulie
(8261) Ceciliejulie – planetoida z grupy pasa głównego asteroid okrążająca Słońce w ciągu 5 lat i 113 dni w średniej odległości 3,04 au. Została odkryta 11 września 1985 roku przez astronomów z Obserwatorium Brorfelde. Nazwa planetoidy pochodzi od pierwszych imion Cecilie Idy Cetti Hansen i Julie Liv Cetti Hansen (ur. 1992), córek bliźniaczek duńskiej astrofizyk Anji C. Andersen. Przed nadaniem nazwy planetoida nosiła oznaczenie tymczasowe (8261) 1985 RD.